# 愛生会内科・婦人科クリニック
愛生会内科・婦人科クリニック（あいせいかいないか・ふじんかクリニック）は、日本の埼玉県久喜市にある診療所。開設者は医療法人愛生会。

## 沿革
1899年（明治32年）に宮本倍五郎が開設した「久喜眼科病院」を源流とする。1939年（昭和14年）に倍五郎の三男・勤が「中宮本医院」を開業し、1946年（昭和21年）に厚生省の認可を受けて「中宮本病院」を開設する。
1950年（昭和25年）、新館の落成に伴い「愛生会病院」へ改名した。2001年（平成13年）に病棟を全面改築する。その後、2015年（平成27年）までに現在の「愛生会内科・婦人科クリニック」に改名している。

## 診療科
- 内科
- 婦人科

## アクセス
- 久喜駅（JR東日本宇都宮線・東武伊勢崎線）西口より徒歩7分。
- 久喜市内循環バス久喜本循環系統で「愛生会病院前」下車。

## 近隣の施設
久喜駅周辺には、本院の他にも新井病院や土屋小児病院、新久喜総合病院など多くの病院が立地している。
- 天王院
- 御陣山児童遊園

## ウェブサイト
本院のウェブサイトは、1998年（平成10年）に当時の院長の宮本弘毅が自作により開設し、2001年（平成13年）に病棟を改築した際に若干のマイナーチェンジが行われた以外、ほとんど開設時の状態を留めていた。サイケデリックな色使いやGIFアニメーションを多用したデザインがインターネット黎明期を偲ばせるとして、電子掲示板「2ちゃんねる」で注目されてパロディFLASHが作られるなど人気を博し、一部では「インターネットの遺産」とも呼ばれていた。
JASRACから警告を受ける2005年までは、テレビドラマ『太陽にほえろ!』のメインテーマのMIDIデータが無断で使用されていた（使用中止後も、MIDIデータ自体はサーバ内に残されたままであった）。
2013年（平成25年）5月、院長の次男でクラブジャズバンド・Blu-Swingのドラマーである宮本“ブータン”知聡がTwitterにおいて「院長が2ヶ月以内にサイトを閉鎖すると発表した」と明らかにし、閉鎖を惜しむ声が相次いだ。この反響の大きさに対し、知聡は自身のブログで、ネットで話題になる前から家族や職員が反対していたエピソードを交え、閉鎖の具体的な日時がわかり次第改めて報告する旨を告知していたが、それがなされることはなく、同年7月1日には「403 Error - Forbidden」の表示になり、閉鎖された。
パロディとして、2002年にPlayStation 2で発売されたテレビゲーム『悪代官2〜妄想伝〜』のミニゲームで本院の公式サイトをオマージュしたBGMや招き猫の画像が使われており、2014年放送のテレビアニメ『健全ロボ ダイミダラー』の公式サイトが同年3月にリニューアルした際には当サイトをイメージしたデザインなどが使われている。
その後、2015年に新しく本院のウェブサイトが公開されたが、ごく普通のデザインとなっている。
なお、旧HPのアドレスドメインは本院のホームページには引き継がれなかった。このアドレスは、秋田県鹿角市にある保育園・特別養護老人ホームを運営する「社会福祉法人 愛生会」が現在取得し運営している。愛生会を名乗る団体は病院に限らず全国にいくつかあり、この法人もその一つであるが、本院とは関わりのない別のグループである。